# Michel de Gannes de Falaise
Pour les articles homonymes, voir Gannes (homonymie) et Falaise (homonymie).
Michel de Gannes de Falaise (né à Port-Royal en 1702 et mort à Louisbourg en 1752) était officier dans les troupes de la Marine. Il était le fils aîné de Louis de Gannes de Falaise. La maison qu'il fit construire à Louisbourg, vers 1742, fut détruite après le siège de 1758. Cette maison fut reconstruite par Parcs Canada dans les années 1960.